# Praha-Vysočany
Praha-Vysočany egy csehországi vasútállomás, a prágai Vysočany kerületben.

## Megközelítés helyi közlekedéssel
- Metró:  B
- Busz:  136, 151, 152, 177, 182, 183, 195, 375
- Villamos:  14, 16, 94
- Vonat:   R10   S2   R21   S22   S3   S34   R43   S9

## Vasútvonalak
Az állomást az alábbi vasútvonalak érintik:
- Prága–Lysá nad Labem–Kolín-vasútvonal
- Prága–Turnov-vasútvonal

## Szomszédos állomások
A vasútállomáshoz az alábbi állomások vannak a legközelebb:
- Praha Masarykovo nádraží (Praha Masarykovo nádraží, Prága–Lysá nad Labem–Kolín-vasútvonal, S2, S22, S34)
- Praha-Libeň (Praha Masarykovo nádraží, Prága–Lysá nad Labem–Kolín-vasútvonal)
- Praha hlavní nádraží (Praha hlavní nádraží, Prága–Turnov-vasútvonal, S3)
- Praha-Rajská zahrada (Kolín vasútállomás, Prága–Lysá nad Labem–Kolín-vasútvonal, S2)
- Praha-Rajská zahrada (Turnov, Prága–Turnov-vasútvonal)
- Praha-Rajská zahrada (Milovice, S22)
- Praha hlavní nádraží (Benešov u Prahy, S9)
- Praha-Rajská zahrada (Lysá nad Labem, S9)
- Praha-Rajská zahrada (Mladá Boleslav město, Mělník, S3)
- Praha-Rajská zahrada (Praha-Čakovice, S34)

## Fordítás
- Ez a szócikk részben vagy egészben  a   Praha-Vysočany című lengyel Wikipédia-szócikk fordításán alapul.  Az eredeti cikk szerkesztőit annak laptörténete sorolja fel. Ez a jelzés csupán a megfogalmazás eredetét és a szerzői jogokat jelzi, nem szolgál a cikkben szereplő információk forrásmegjelöléseként.
- Ez a szócikk részben vagy egészben  a   Praha-Vysočany című cseh Wikipédia-szócikk fordításán alapul.  Az eredeti cikk szerkesztőit annak laptörténete sorolja fel. Ez a jelzés csupán a megfogalmazás eredetét és a szerzői jogokat jelzi, nem szolgál a cikkben szereplő információk forrásmegjelöléseként.